# Nowadays
«Nowadays» (с англ. — «Настоящее время») — сингл американского рэпера Lil Skies при участии американского исполнителя Landon Cube. Он был выпущен для цифровой загрузки 17 декабря 2017 года в качестве второго сингла с четвёртного микстейпа Skies Life of a Dark Rose. Эта песня является одной из двух первых песен Lil Skies, которые вошли в американский чарт Billboard Hot 100, дебютировав под номером 85 и достигнув высшей позиции под номером 55.
Сиквел трека «Nowadays, Pt. 2» при участии Landon Cube был выпущен 1 марта 2019 года и вошёл в дебютный студийный альбом Skies Shelby.

## Музыкальное видео
Музыкальное видео было снято в средней школе Плано (штат Иллинойс). 17 декабря 2017 года Коул Беннетт загрузил музыкальное видео для «Nowadays» на свой аккаунт на YouTube. Музыкальное видео набрало более 340 миллионов просмотров.

## Чарты
| Чарт (2018)                           | Высшая позиция |
| ------------------------------------- | -------------- |
| Канада (Billboard Canadian Hot 100)   | 63             |
| Португалия (AFP)                      | 72             |
| США (Billboard Hot 100)               | 55             |
| США (Billboard Hot R&B/Hip-Hop Songs) | 22             |
| США (Billboard Hot Rap Songs)         | 20             |

| Чарт (2018)                           | Позиция |
| ------------------------------------- | ------- |
| США Hot R&B/Hip-Hop Songs (Billboard) | 81      |

## Сертификации
| Регион | Сертификация | Продажи   |
| --- | ------------ | --------- |
| Канада (Music Canada) | Платиновый   | 80 000    |
| США (RIAA) | Платиновый   | 1 000 000 |
| * Данные о продажах приведены только на основе сертификации. · ^ Данные о тиражах приведены только на основе сертификации. · Данные о продажах + прослушиваниях приведены только на основе сертификации. |              |           |